# Les Granges-le-Roi
Les Granges-le-Roi is een gemeente in het Franse departement Essonne (regio Île-de-France) en telt 944 inwoners (2004). De plaats maakt deel uit van het arrondissement Étampes.

## Geografie
De oppervlakte van Les Granges-le-Roi bedraagt 12,6 km², de bevolkingsdichtheid is 74,9 inwoners per km².
De onderstaande kaart toont de ligging van Les Granges-le-Roi met de belangrijkste infrastructuur en aangrenzende gemeenten.

## Demografie
Onderstaande figuur toont het verloop van het inwonertal (bron: INSEE-tellingen).